# Mihai Bunescu
Mihai Bunescu (n. 1881, Caracal-1971) a fost un pictor român.
Operele sale, portrete, naturi moarte, compoziții, peisaje urbane („Peisaj de iarnă”, „Poarta neamului”), erau caracterizate prin construcția aspră a formelor și prin discreția și severitatea coloritului. O parte din lucrările sale, printre care și peisaje din vechiul oraș, sunt expuse la Muzeul Țării Crișurilor din Oradea.